# 雷金

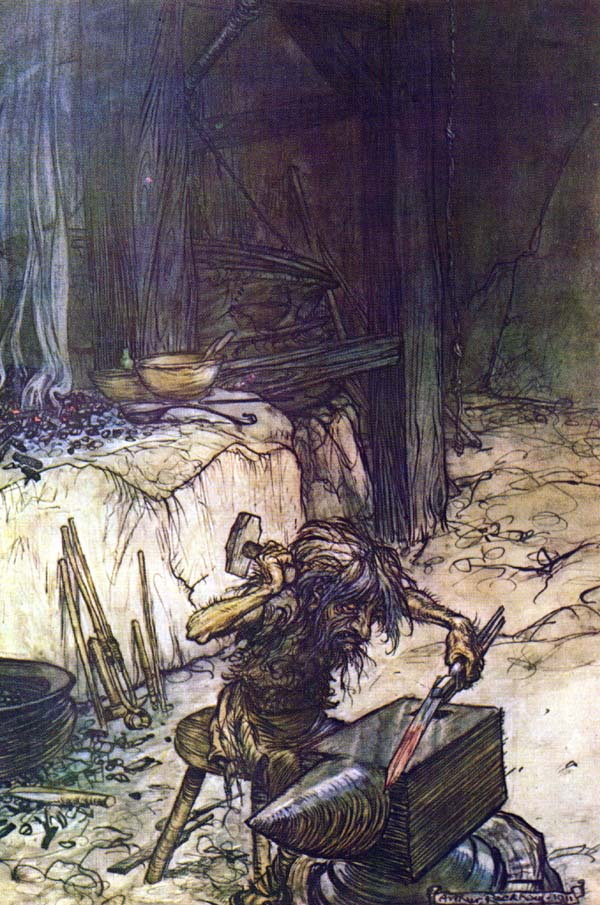
雷金。亞瑟·拉克姆繪。

雷金（英語：Regin）。是北歐神話中的一名侏儒，出現在《詩體埃達》（Poetic Edda）、《散文埃達》（Prose Edda）及《沃爾松格薩迦》（Volsunga saga）中。在華格納的歌劇《尼伯龍根的指環》中，以迷魅（Mime）之名登場。
他是赫瑞德瑪（Hreidmar）的兒子，法夫納（Fafnir）和歐特（Otr）的兄弟，也是英雄齊格魯德（Sigurd）的養父或老師。故事中提到赫瑞德瑪因為兒子歐特被洛基（Loki）殺害，而要求鉅額的賠償，洛基（Loki）便強奪了另一名侏儒安德瓦利（Andvari）的寶藏來償還；安德瓦利因此詛咒不論是誰持有寶藏中的戒指安德華拉諾特（Andvarinaut），就會招來無限的災禍。而受到龐大財富誘惑的法夫納，不僅殺害父親赫瑞德瑪，還變成一條巨龍守護財寶。法夫納逼迫雷金離開住所，雷金只好到人類的世界去。
雷金也想奪取寶藏，但沒有能力殺掉化為龍的兄長，他在人類的世界中教導人們各種工藝，因此英雄齊格魯德也來到他的門下，狡猾的雷金就不斷唆使齊格魯德去殺掉法夫納龍，並打算在齊格魯德成功之後再毒殺掉他以坐享其成。齊格魯德拿出親生父親齊格蒙（Sigmund）的斷劍格拉墨（Gram），雷金將其再度打造成完整的寶劍。齊格魯德就用格拉墨殺掉了巨龍。
雷金這時候出現，要求齊格魯德將法夫納的心臟挖出來烤給他吃，因為吃了心臟就可以成為最聰明的人，齊格魯德拗雷金不過只好照做，但他因為想測試是否烤熟反而先嘗到法夫納的心臟。嘗到心臟的齊格魯德突然聽得懂鳥語，四周的鳥告訴齊格魯德雷金為了擁有寶藏，正準備陰謀殺害他，齊格魯德因此先動手殺掉了雷金。
齊格魯德拿走了那些受詛咒的財寶，當然也包括安德華拉諾特（Andvarinaut），之後一連串的情節都因為這戒指及戒指所附帶的寶藏，而讓眾英雄紛紛喪命。